# Jakob Küner
Jakob von Küner (* 19. März 1697 in Volkratshofen bei Memmingen; † 1764 in Wien) war ein deutscher Unternehmer. Küner war eine sehr vielseitige Unternehmerpersönlichkeit: Er handelte mit Quecksilber, Juwelen und Heilerde, trieb Bank- und Wechselgeschäfte und fungierte als Berater am kaiserlichen Hof in Wien, beim bayerischen Kurfürsten und beim Herzog von Württemberg.
Jakob Küner war der Sohn des Pfarrers Georg Küner und dessen Frau Sibylla Schütz. Von 1715 an lebte er einige Jahre in der Reichshauptstadt Wien, wo er später als Prokurist in einem Geschäft der Wiener Hochfinanz tätig war. 1728 heiratete Jakob Küner in Augsburg Regina von Greiff, die Tochter eines Kaufmanns. Das Ehepaar hatte vier Töchter und einen Sohn.
1739 ließ er sich wieder in seiner Heimatstadt nieder und eröffnete ein Bankgeschäft, das erste in Memmingen. Im gleichen Jahr wurde er von Kaiser Karl VI. in den Adelsstand erhoben. Ein Jahr später wurde er zum kaiserlichen Rat ernannt und zwei Monate darauf zum Ritter des Heiligen Römischen Reiches geschlagen. 1741 erwarb er den Ort Künersberg im heutigen Gemeindegebiet Memmingerberg, dem er seinen Namen gab. Beim Bau seines Herrenhauses entdeckte er dort Erde, die sich für die Herstellung von Porzellan eignete. Er gründete 1745 eine Fayencemanufaktur, die bis 1768 bestand. Künersberger Fayencen zählten zu den besten deutschen Keramiken des 18. Jahrhunderts. Küner erhielt 1746 für den gesamten Schwäbischen Kreis ein kaiserliches Privileg und damit verbunden Zollfreiheit für seine Keramik.
Da weder das Memminger Bankhaus noch die Manufaktur die erhofften Gewinne brachten, ging er 1751 zurück nach Wien und übernahm wieder die Leitung seiner Wiener Bank und machte wieder große Geschäfte. Er starb 1764 in Wien. Die Fayencenmanufaktur bestand danach nur noch vier Jahre. Das Bankhaus unter Leitung seines Sohnes Johann Jakob Küner musste 1773 Insolvenz erklären.
In seinem Testament hatte Jakob von Küner festgelegt, dass seine Künersbergische Stiftung zur Verbesserung der lateinischen und deutschen Schulen verwendet werden solle. Schwerpunkt sollte das „Rechnen und Schreiben vermittels einer orthographischen und schönen Handschrift“ sein. Das staatliche kaufmännische Berufsbildungszentrum in Memmingen ist nach Jakob von Küner benannt.